# فريديريك برون (دراج، من مواليد 1957)
فريديريك برون (بالفرنسية: Frédéric Brun)‏ مواليد 15 سبتمبر 1957 في فرنسا، هو دراج فرنسي سابق.

## روابط خارجية
- فريديريك برون على موقع أرشيف الدراجات (الإنجليزية)
- فريديريك برون على موقع إحصائيات الدراجات الإحترافية (الإنجليزية)